# Urosigalphus salsola
Urosigalphus salsola är en stekelart som beskrevs av Gibson 1972. Urosigalphus salsola ingår i släktet Urosigalphus och familjen bracksteklar. Inga underarter finns listade i Catalogue of Life.